# Šlajmer
Šlajmer je priimek več znanih Slovencev:
- Boris Šlajmer (?—1966), zdravnik
- Josip Šlajmer (?—1944), fotograf
- Jože Šlajmer (1909—1991?), kemik, mikrobiolog
- Edo Šlajmer (1864—1935), zdravnik kirurg
- Majda Šlajmer Japelj (1933—2022), medicinska sestra, sociologinja in političarka
- Marica Šlajmer (1899—1990), medicinska sestra, učiteljica gospodinjskega pouka, medicinska šolnica
- Marko Šlajmer (1927—1969), arhitekt, urbanist
- Vladimir Šlajmer (1895—1976), gradbenik, podjetnik